# Муниципальный округ № 7
Муниципа́льный о́круг № 7 — муниципальный округ в составе Василеостровского района Санкт-Петербурга.

## Границы округа

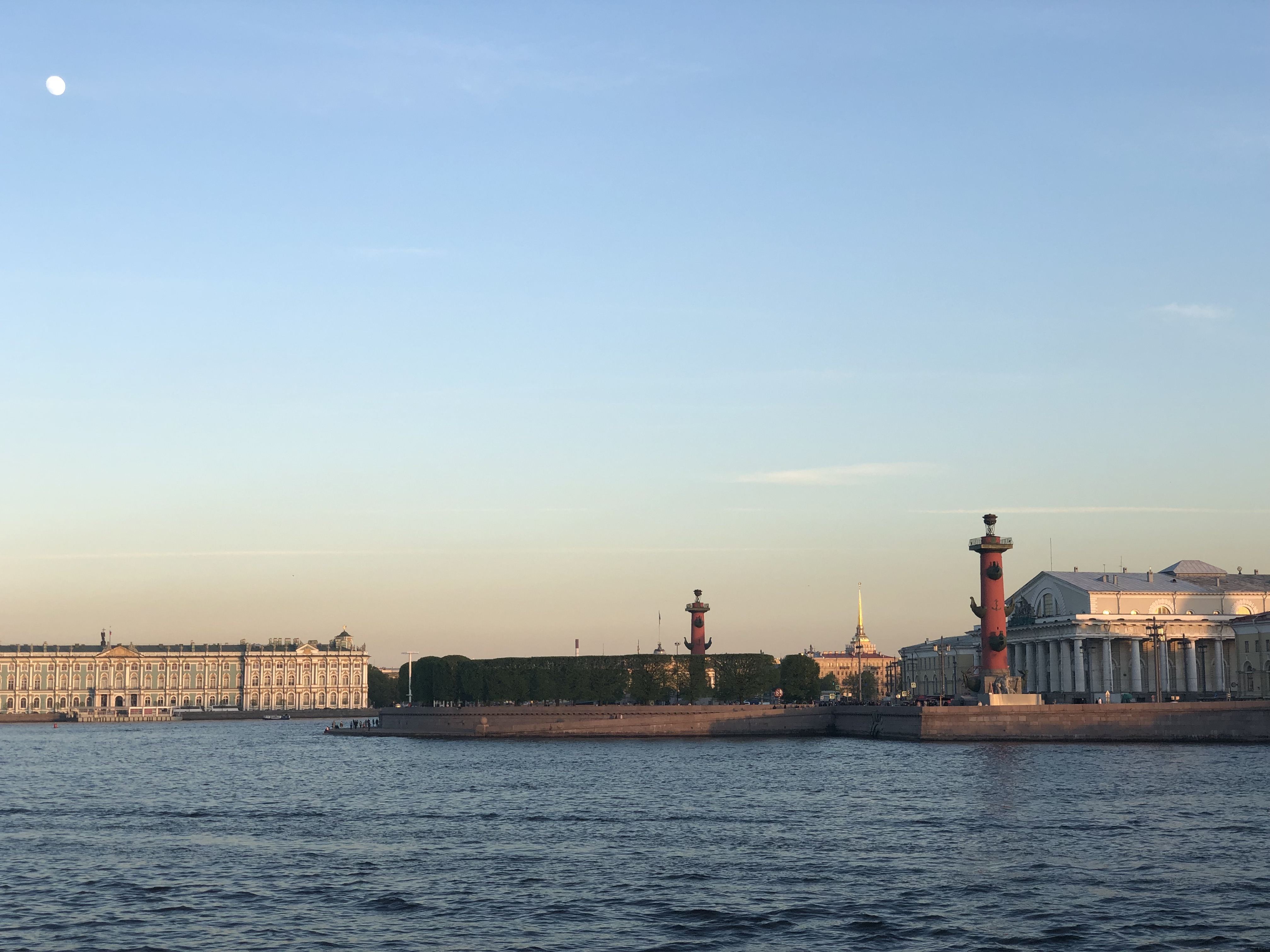
Стрелка Васильевского острова

Территория муниципального образования определяется границей: от набережной Макарова по оси Среднего пр. до 24-й линии по оси 24-й — 25-й линии до Большого проспекта по оси Большого проспекта до Детской улицы; по оси Детской улицы до Косой линии; по оси Косой линии до Невской губы по Невской губе до реки Большой Невы; по оси реки Большой Невы до пересечения с осью реки Малой Невы; по оси реки Малой Невы до оси Среднего проспекта.

## Население
| 2002    | 2010    | 2012    | 2013    | 2014    | 2015    | 2016    | 2017    | 2018    |
| ------- | ------- | ------- | ------- | ------- | ------- | ------- | ------- | ------- |
| 45 696  | ↘39 168 | ↗39 898 | ↗40 793 | ↗41 085 | ↗41 182 | ↘40 859 | ↗41 049 | ↗41 223 |
| 2019    | 2020    | 2021    | 2023    | 2025    |         |         |         |         |
| ↘41 150 | ↘40 988 | ↘36 724 | ↘36 280 | ↗36 749 |         |         |         |         |

## Органы власти
Представительный орган — Муниципальный Совет, формируемый путём выборов в количестве 10 депутатов.
I созыв (1998—2000):
Степанов Сергей Александрович (председатель Совета),
Ершов Константин Михайлович (заместитель председателя),
Балагурова Нина Сергеевна,
Борисов Владимир Анатольевич,
Бугло Станислав Георгиевич,
Евдокимов Вадим Тимофеевич,
Максимов Алексей Борисович,
Степанов Андрей Георгиевич,
Травина Галина Анатольевна.
II созыв (2000—2004):
Борисов Владимир Анатольевич (Председатель Совета до 2003 года),
Евдокимов Вадим Тимофеевич (Председатель Совета с 2003 года),
Ершов Константин Михайлович (заместитель председателя),
Половцев Игорь Николаевич (заместитель председателя, и. о. Председателя в 2003 году),
Степанов Сергей Александрович,
Бугло Станислав Георгиевич,
Гоголкин Александр Алексеевич,
Максимов Алексей Борисович,
Илясов Николай Сергеевич.
III созыв (2004—2008):
Борисов Владимир Анатольевич,
Гоголкин Александр Алексеевич,
Евдокимов Вадим Тимофеевич,
Ершов Константин Михайлович,
Илясов Николай Сергеевич,
Максимов Алексей Борисович,
Рассохина Елена Витальевна,
Смирнов Андрей Геннадьевич,
Степанов Сергей Александрович,
Хозяинов Владимир Петрович.
IV созыв (2009—2014):
Борисов Владимир Анатольевич, Гоголкин Александр Алексеевич, Евдокимов Михаил Вадимович, Ершов Константин Михайлович, Иванов Григорий Олегович, Илясов Николай Сергеевич, Носков Геннадий Евгеньевич, Рассохина Елена Витальевна, Степанов Сергей Александрович, Чебыкин Константин Александрович
V созыв (2014—2019):
Борисов Владимир Анатольевич, Вавилина Нэлли Юрьевна, Евдокимов Михаил Вадимович, Ершов Константин Михайлович, Иванов Дмитрий Владимирович, Иванов Дмитрий Владимирович, Илясов Николай Сергеевич, Комлев Алексей Владимирович, Носков Геннадий Евгеньевич, Степанов Сергей Александрович
VI созыв (2019—2024):
Борисов Владимир Анатольевич, Горячков Андрей Олегович, Евдокимов Михаил Вадимович, Ершов Константин Михайлович, Илясов Николай Сергеевич, Калинина Полина Сергеевна, Кораблин Николай Александрович, Ловкачев Петр Иванович, Стариков Иван Алексеевич, Степанов Сергей Александрович

## Важнейшие объекты на территории округа
На территории муниципального округа находится много знаковых для Санкт-Петербурга и России объектов:
Музеи:
- Первый музей России — Кунсткамера (Музей антропологии и этнографии имени Петра Великого Российской академии наук)
- Меншиковский дворец — филиал Госуда́рственного Эрмита́жа.
- Зоологический музей Зоологического института РАН
- Центральный музей почвоведения имени В. В. Докучаева
- Ледокол «Красин»
- Музей пожарной охраны

Учебные заведения:
- Санкт-Петербургский государственный университет (главное здание — Здание Двенадцати коллегий и часть факультетов)
- Санкт-Петербургская академия художеств имени Ильи Репина
- Санкт-Петербургский горный университет
- Военная академия материально-технического обеспечения имени А. В. Хрулёва
- Морской корпус Петра Великого — Санкт-Петербургский военно-морской институт
- Санкт-Петербургский юридический институт Всероссийского государственного университета юстиции
- часть зданий, принадлежащих Университета ИТМО

Большое количество научных организаций:
- Библиотека Российской академии наук
- Санкт-Петербургский научный центр РАН располагающийся в Главном здание Академии наук на Университетской набережной
- Институ́т ру́сской литерату́ры (Пушкинский Дом) Росси́йской акаде́мии нау́к
- Государственный оптический институт
- Всероссийский научно-исследовательский геологический институт имени А. П. Карпинского
- Зоологический институт РАН
- Петербургский филиал Института океанологии имени П. П. Ширшова РАН
- НИИ акушерства, гинекологии и репродуктологии имени Д. О. Отта
- Институт высокомолекулярных соединений РАН
- Институт проблем машиноведения РАН